# Dictyanthus yucatanensis
Dictyanthus yucatanensis là một loài thực vật có hoa trong họ La bố ma. Loài này được Standl. mô tả khoa học đầu tiên năm 1930.